# Michael C. Maronna
Michael C. Maronna (ur. 27 września 1977 w Nowym Jorku) – amerykański aktor i operator filmowy.

## Kariera
Michael C. Maronna urodził się w nowojorskiej Brooklyn jako najstarszy z trójki dzieci syn strażaka i doradcy zawodowego. Ma on w połowie włoskie, jednej trzeciej irlandzkie i jednej ośmej holenderskie korzenie.
Debiut na dużym ekranie zaliczył w 1990 roku w filmie Chrisa Columbusa w filmie pt. Kevin sam w domu, gdzie wcielił się w postać brata głównego bohatera, Jeffa McCallistera. W 1992 roku wystąpił również w drugiej części tego filmu – Kevin sam w Nowym Jorku.
Potem grał w filmach i serialach, dzięki którym zyskał popularność m.in.: Przygody Piotrków (1993–2005), Prawo i porządek (1997), Luzacy (2002 – reż. Dewey Nicks), 40 dni i 40 nocy (2002 – reż. Michael Lehmann).
Występował w spotach reklamowych: reklama Ameritrade – strony internetowej pośrednictwa pracy, oraz w 2000 roku w komediowym spocie z udziałem prezydenta USA Billa Clintona.
Potem Maronna od 1996 roku pracował jako operator filmowy do filmów i seriali pt. Seks w wielkim mieście, Be Kind Rewind (2008 – reż. Michel Gondry).
Pojawił się również w tedyskach zespołu Nada Surf – Whose Authority oraz zespołu The XYZ Affair – All My Friends.

## Filmografia

### Filmy
| - 1990: Kevin sam w domu jako Jeff McCallister, brat Kevina - 1992: Kevin sam w Nowym Jorku jako Jeff McCallister, brat Kevina - 1996: The Weinerville New Year's Special: Lost in the Big Apple - 1998: Le New Yorker jako Kareen - 1998: Expired jako Trevor - 2000: The Final Days jako Stuart - 2000: Luzacy jako Jeff Davis | - 2002: 40 dni i 40 nocy jako Chłopiec z bajgielami - 2002: What Alice Found jako Przyjaciel Alice - 2003: Wtyczka jako Kamerzysta - 2004: Men Without Jobs jako E-Man - 2010: On Edge jako Agent FBI - 2013: Przygody Piotrków. 20 lat później |

### Seriale
- 1993–2005: Przygody Piotrków jako Duży Pete Wrigley
- 1997: Prawo i porządek jako Tagger / Dale Kershaw
- 2003: Kochane kłopoty jako Leon